# Río Piedras (estación del Tren Urbano de San Juan)
La estación subterránea Río Piedras del Tren Urbano se ubica en la avenida Ponce de León en el casco urbano del pueblo de Río Piedras, en el antiguo municipio de Río Piedras en San Juan, Puerto Rico. La estación fue inaugurada el 17 de diciembre de 2004.
El Tren Urbano así como la red de autobuses y las lanchas de Cataño están gestionados por la Autoridad de Transporte Integrado (ATI) de la Autoridad Metropolitana de Autobuses (AMA).

## Descripción
Se compone un andén central de 138 metros de longitud y dos vías laterales. Túneles de 42 metros (136 pies) de longitud, al sur de la estación ya están construido para una futura expansión de la «Fase 2» a lo largo de la  Avenida 65 de Infantería.

## Historia
El primer ferrocarril en llegar al pueblo de Río Piedras fue en 1878, el ingeniero-empresario Pablo Ubarri Capetillo, hombre de gran influencia política, alcalde del barrio de Cangrejos, hoy día Santurce, se le concedió un permiso para construir y operar una línea de tranvías de vapor de 11.3 km (7 millas) de distancia entre la ciudad capital y el pueblo de Río Piedras por la avenida Ponce de León. Este sistema interurbano conocido como el «Tranvía de la Capital»,  fue el comienzo de la colonización del exterior de la ciudad amurallada de San Juan hacia Río Piedras.
El año 1900 la San Juan Light and Transit Company, registrada en Canadá, compró la línea a vapor San Juan – Río Piedras y ordenó 17 tranvías eléctricos de pasajeros de doble bogie, bidireccionales y de trocha estándar (1.435 mm) desde los Estados Unidos.  La nueva nueva línea eléctrica de 13 km (8 millas) hasta Río Piedras se inauguró el 1 de enero de 1901.

## Proyecto de Arte Público
La estación Río Piedras cuenta con un mural en piso con agregado sintético «in situ» como una obra de arte público dedicada a la líder comunitaria Alejita Firpi, titulado «Alejita» por la artista argentina Cristina Piffer, seleccionada como artista invitada para participar de proyecto de Arte Público de Puerto Rico.

## Lugares de interés
- Universidad de Puerto Rico, Recinto de Río Piedras (UPRRP)
- Jardín Botánico de San Juan
- Corredor Ecológico de San Juan
- Comunidad de Santa Rita
- Plaza del Mercado de Río Piedras
- Parroquia de Nuestra Señora del Pilar